# Валентайн, Дензел
Дензел Валентайн (англ. Denzel Valentine; род. 16 ноября 1993 года, Лансинг, штат Мичиган, США) — американский профессиональный баскетболист, выступающий в чемпионате Италии по баскетболу за клуб «Олимпия Милан». Играет в амплуа атакующего защитника и лёгкого форварда. На студенческом уровне выступал за команду «Мичиган Стэйт Спартанс». Был выбран на драфте НБА 2016 года в первом раунде под общим четырнадцатым номером.

## Школа
Дензел Валентайн учился в средней школе Секстона, расположенной в Лансинге. В школе Дензела тренировал его отец, Карлтон, который являлся выпускником Мичиган Стэйт.
На втором курсе в школе Дензел Валентайн набирал в среднем 10,9 очка, отдавал в среднем 5,8 передач и делал в среднем 6,3 подбора. Он вывел в финал первенства штата 2010 года баскетбольную команду Секстона.
На третьем курсе в школе Дензел Валентайн набирал в среднем 12,7 очка, отдавал в среднем 8,5 передач и делал в среднем 7,9 подбора, совершал в среднем 5,4 перехвата. В финала первенства штата 2011 года, где на его счету в статистическом протоколе матча было 17 очков и 6 подборов, он привел Секстон к первому за 51 год титулу чемпиона штата Мичиган.

## Профессиональная карьера

### Чикаго Буллз (2016—2021)
23 июня 2016 года Дензел Валентайн был выбран на драфте НБА под 14-м номером командой «Чикаго Буллз». 16 июля игрок официально подписал контракт с «Чикаго». Два дня спустя Дензел в чемпионской игре летней лиги НБА 2016 в Лас-Вегасе против «Миннесота Тимбервулвз» перевёл встречу в овертайм, в котором «Буллз» одерживают победу.
2 января 2017 года Дензел Валентайн, который в 7 предыдущих матчах получил только 4 минуты игрового времени, в поединке против Шарлотт Хорнетс сыграл 18 минут. Дензел забил 3 трёхочковых броска и набрал 9 очков. Во второй половине матча он получил травму лодыжки и покинул паркет. 10 января 2017 года в поединке против «Вашингтон Уизардс» Дензел Валентайн обновил личный рекорд результативности до 19 очков, в этом же игре он впервые в НБА забил 5 бросков из-за дуги. 18 марта 2017 года в матче против «Юта Джаз» он в первый раз в НБА сделал дабл-дабл из 11 очков и 12 подборов. В течение сезона он неоднократно выступал за команду лиги развития НБА «Винди-Сити Буллз».
26 ноября 2018 года Дензел в поединке против «Майами Хит» сделал дабл-дабл из 14 очков и 13 подборов, которые были рекордными для игрока, и отдал 7 передач. 8 января 2018 года Валентайн в матче против «Хьюстон Рокетс» набрал 19 очков. 10 января 2018 года в поединке с 2 овертаймами против «Нью-Йорк Никс» на счету игрока было 20 очков. 17 марта 2018 года в матче против «Кливленд Кавальерс» Дензел набрала рекордные для себя 33 очка (он забил 8 трёхочковых бросков). 4 апреля 2018 года игроку провели артроскопическую операцию левого колена и он пропустил остаток сезона.
В сентябре 2018 года у Валентайна диагностировали растяжение связок лодыжки левой ноги во время тренировочного сбора команды. В конце октября 2018 года игроку был поставлен диагноз ушиб кости, а не растяжение связок. Дензел пропустил первые 17 матчей регулярного сезона 2018/2019. 19 ноября 2018 года у игрока была выявлена продолжающаяся нестабильность лодыжки. 27 ноября Дензелу была проведена операция на лодыжке и он выбыл до конца сезона.
Наивысшая результативность Дензела Валентайна в сезоне 2019/2020 составила 17 очков. Именно столько очков игрок набрал 2 марта 2020 года в поединке против «Даллас Маверикс».
6 февраля 2021 года Дензел во встрече против «Орландо Мэджик» набрал 20 очков. 31 марта 2021 года на счету игрока в матче против «Финикс Санз» было 19 очков.

### Кливленд Кавальерс (2021—2022)
22 сентября 2021 года Дензел подписал контракт с «Кливленд Кавальерс». 26 декабря 2021 года игрок во встречи против «Торонто Рэпторс» набрал 17 очков и сделал 9 подборов.3 января 2022 года «Кливленд» в рамках трёхсторонней сделки с участием Лос-Анджелес Лейкерс обменяли Валентайна в «Нью-Йорк Никс», которые его позже отчислили.

### Юта Джаз (2022)
10 января 2022 года «Юта Джаз» подписала игрока на десятидневный контракт.

### Мэн Селтикс (2022—2023)
21 января 2022 года Валентайн перешел в «Мэн Селтикс» через драфт отказов.
15 сентября 2022 года Валентайн подписал контракт с «Бостон Селтикс». 30 сентября он был отчислен. Впоследствии Валентайн вновь присоединился к «Мэн».

### Сидней Кингз (2023—2024)
26 июля 2023 года Валентайн подписал контракт с австралийским клубом «Сидней Кингз» на сезон 2023/24 чемпионата Австралии по баскетболу.

### Олимпия Милан (2024—настоящее время)
20 марта 2024 года Валентайн подписал контракт с итальянским клубом «Олимпия Милан» до конца сезона.

## Сборная США
В 2015 году Дензел Валентайн в составе сборной США принимал участие Панамериканских играх в Торонто. Сборная США выиграла 3 матча и проиграла 2 встречи, и заняла 3-е место в итоговой классификации. На следующий год Дензел был приглашен в тренировочный лагерь сборной США перед Олимпийскими играми в Рио 2016.

## Личная жизнь
Дензел Валентайн является сыном Карлтона и Кэти Валентайн. Его старший брат, Дрю, играл за команду университета Окленда и в настоящее время работает помощником тренера в Университете Лойола в Чикаго. Дензел считает, что выпускник «Мичиган Стэйт» и игрок НБА Дрэймонд Грин является его «старшим братом».
7 апреля 2017 года Дензел Валентайн и тренер «Мичиган Стэйт» Том Иззо были гостями американского телепроекта «Танцы со звёздами».

## Статистика

### Статистика в НБА
| Сезон                                                                                    | Команда | Регулярный сезон | Регулярный сезон | Регулярный сезон | Регулярный сезон | Регулярный сезон | Регулярный сезон | Регулярный сезон | Регулярный сезон | Регулярный сезон | Регулярный сезон | Регулярный сезон | Серия плей-офф | Серия плей-офф | Серия плей-офф | Серия плей-офф | Серия плей-офф | Серия плей-офф | Серия плей-офф | Серия плей-офф | Серия плей-офф | Серия плей-офф | Серия плей-офф |
| Сезон                                                                                    | Команда | GP               | GS               | MPG              | FG%              | 3P%              | FT%              | RPG              | APG              | SPG              | BPG              | PPG              | GP             | GS             | MPG            | FG%            | 3P%            | FT%            | RPG            | APG            | SPG            | BPG            | PPG            |
| ---------------------------------------------------------------------------------------- | ------- | ---------------- | ---------------- | ---------------- | ---------------- | ---------------- | ---------------- | ---------------- | ---------------- | ---------------- | ---------------- | ---------------- | -------------- | -------------- | -------------- | -------------- | -------------- | -------------- | -------------- | -------------- | -------------- | -------------- | -------------- |
| 2016/17                                                                                  | Чикаго  | 57               | 0                | 17,1             | 35,4             | 35,1             | 77,8             | 2,6              | 1,1              | 0,5              | 0,1              | 5,1              | 4              | 0              | 5,5            | 33,3           | 25,0           | 0,0            | 2,0            | 0,5            | 0,0            | 0,3            | 1,3            |
| 2017/18                                                                                  | Чикаго  | 77               | 37               | 27,2             | 41,7             | 38,6             | 74,5             | 5,1              | 3,2              | 0,8              | 0,1              | 10,2             | Не участвовал  | Не участвовал  | Не участвовал  | Не участвовал  | Не участвовал  | Не участвовал  | Не участвовал  | Не участвовал  | Не участвовал  | Не участвовал  | Не участвовал  |
| 2019/20                                                                                  | Чикаго  | 36               | 5                | 13,6             | 40,9             | 33,6             | 75,0             | 2,1              | 1,2              | 0,7              | 0,2              | 6,8              | Не участвовал  | Не участвовал  | Не участвовал  | Не участвовал  | Не участвовал  | Не участвовал  | Не участвовал  | Не участвовал  | Не участвовал  | Не участвовал  | Не участвовал  |
|                                                                                          | Всего   | 170              | 42               | 20,9             | 40,1             | 36,6             | 75,3             | 3,6              | 2,1              | 0,7              | 0,1              | 7,8              | 4              | 0              | 5,5            | 33,3           | 25,0           | 0,0            | 2,0            | 0,5            | 0,0            | 0,3            | 1,3            |
| Наведите курсор мыши на аббревиатуры в заголовке таблицы, чтобы прочесть их расшифровку. |         |                  |                  |                  |                  |                  |                  |                  |                  |                  |                  |                  |                |                |                |                |                |                |                |                |                |                |                |

### Статистика в Джи-Лиге
| Сезон                                                                                    | Команда          | Регулярный сезон | Регулярный сезон | Регулярный сезон | Регулярный сезон | Регулярный сезон | Регулярный сезон | Регулярный сезон | Регулярный сезон | Регулярный сезон | Регулярный сезон | Регулярный сезон | Серия плей-офф | Серия плей-офф | Серия плей-офф | Серия плей-офф | Серия плей-офф | Серия плей-офф | Серия плей-офф | Серия плей-офф | Серия плей-офф | Серия плей-офф | Серия плей-офф |
| Сезон                                                                                    | Команда          | GP               | GS               | MPG              | FG%              | 3P%              | FT%              | RPG              | APG              | SPG              | BPG              | PPG              | GP             | GS             | MPG            | FG%            | 3P%            | FT%            | RPG            | APG            | SPG            | BPG            | PPG            |
| ---------------------------------------------------------------------------------------- | ---------------- | ---------------- | ---------------- | ---------------- | ---------------- | ---------------- | ---------------- | ---------------- | ---------------- | ---------------- | ---------------- | ---------------- | -------------- | -------------- | -------------- | -------------- | -------------- | -------------- | -------------- | -------------- | -------------- | -------------- | -------------- |
| 2016/17                                                                                  | Винди-Сити Буллз | 3                | 3                | 39,4             | 50,0             | 53,8             | 88,9             | 10,3             | 7,3              | 1,7              | 0,3              | 28,3             | Не участвовал  | Не участвовал  | Не участвовал  | Не участвовал  | Не участвовал  | Не участвовал  | Не участвовал  | Не участвовал  | Не участвовал  | Не участвовал  | Не участвовал  |
| 2019/20                                                                                  | Винди-Сити Буллз | 1                | 1                | 32,4             | 47,6             | 44,4             | 100,0            | 18,0             | 8,0              | 1,0              | 0,0              | 25,0             | Не участвовал  | Не участвовал  | Не участвовал  | Не участвовал  | Не участвовал  | Не участвовал  | Не участвовал  | Не участвовал  | Не участвовал  | Не участвовал  | Не участвовал  |
|                                                                                          | Всего            | 4                | 4                | 37,7             | 49,4             | 52,1             | 90,0             | 12,3             | 7,5              | 1,5              | 0,3              | 27,5             | Не участвовал  | Не участвовал  | Не участвовал  | Не участвовал  | Не участвовал  | Не участвовал  | Не участвовал  | Не участвовал  | Не участвовал  | Не участвовал  | Не участвовал  |
| Наведите курсор мыши на аббревиатуры в заголовке таблицы, чтобы прочесть их расшифровку. |                  |                  |                  |                  |                  |                  |                  |                  |                  |                  |                  |                  |                |                |                |                |                |                |                |                |                |                |                |

### Статистика в колледже
| Сезон                                                                                   | Команда       | GP  | GS  | MPG  | FG%  | 3P%  | FT%  | RPG | APG | SPG | BPG | PPG  |  |
| --------------------------------------------------------------------------------------- | ------------- | --- | --- | ---- | ---- | ---- | ---- | --- | --- | --- | --- | ---- |  |
| 2012/13                                                                                 | Мичиган Стэйт | 36  | 15  | 20,8 | 44,5 | 28,1 | 66,7 | 4,1 | 2,4 | 0,8 | 0,3 | 5,0  |  |
| 2013/14                                                                                 | Мичиган Стэйт | 38  | 33  | 29,4 | 40,9 | 38,1 | 67,7 | 6,0 | 3,8 | 1,0 | 0,3 | 8,0  |  |
| 2014/15                                                                                 | Мичиган Стэйт | 39  | 39  | 33,2 | 44,3 | 41,6 | 82,6 | 6,3 | 4,3 | 0,9 | 0,2 | 14,5 |  |
| 2015/16                                                                                 | Мичиган Стэйт | 31  | 30  | 33,0 | 46,2 | 44,4 | 85,3 | 7,5 | 7,8 | 1,0 | 0,2 | 19,2 |  |
|                                                                                         | Всего         | 144 | 117 | 29,0 | 44,3 | 40,8 | 77,9 | 5,9 | 4,4 | 0,9 | 0,3 | 11,4 |  |
| Наведите курсор мыши на аббревиатуры в заголовке таблицы, чтобы прочесть их расшифровку |               |     |     |      |      |      |      |     |     |     |     |      |  |